# Saggraben
Saggraben ist eine Rotte in der Gemeinde Bärnkopf im Bezirk Zwettl in Niederösterreich.

## Geografie
Der vom Prinzbach durchflossene Ort befindet sich in einer großen Waldlichtung nordöstlich von Bärnkopf. Das Ortsbild wird heute von einem Autohaus dominiert.

## Geschichte
In dem als Holzfällersiedlung angelegten Ort, der nur aus wenigen Unterkünften bestand, befanden sich im 19. Jahrhundert die Fürnbergische Glashütte Saggraben. 1770 wird er als Sackbergern aufgeführt, im Franziszeischen Kataster aus dem Jahr 1823 als Saggraben.
Im Eintrag der Josephinischen Fassion aus Jahre 1786/87 gab es in der heutigen Ortslage 9 Häuser, welche die Hausnummern Oed 26, 27, 28, 29, 30, 31, 32, 33 und 35 hatten.
Im Jahr 1822 wurde der Ort als Teil von Oedt mit insgesamt 36 Häusern genannt (davon acht in der heutigen Ortschaft), das nach Martinsberg eingepfarrt war, wohin auch die Kinder eingeschult wurden. Die Herrschaft Gutenbrunn besaß die Ortsobrigkeit, übte die Landgerichtsbarkeit aus, besorgte die Konskription und hatte die Grundherrschaft inne.
In Folge der Theresianischen Reformen wurde der Ort dem Kreis Ober-Manhartsberg unterstellt und nach dem Umbruch 1848 war er bis 1867 dem Amtsbezirk Ottenschlag zugeteilt.
Mit der Aufhebung der Grundherrschaften und der Bildung von Ortsgemeinden wurde der Ort 1849 ein Teil der Katastralgemeinde Weinsberger Forst die der Gemeinde Gutenbrunn zugeordnet war. Nach der Gründung der eigenständigen Gemeinde Bärnkopf im Jahr 1923 wurde Saggraben als Rotte ein Teil derselben.
Laut Adressbuch von Österreich waren im Jahr 1938 in Saggraben ein Gastwirt, ein Sägewerk und ein Tischler ansässig.
Gegen Ende des Zweiten Weltkrieges befand sich auf der Prinzwiese, einer unterhalb von Saggraben am Prinzbach gelegenen Lichtung, die Baracke eines Zwangsarbeiterlagers, in dem ungarische Juden, insgesamt 67 Personen, darunter auch Frauen und Kinder, von der Firma Hartl zu Waldarbeiten herangezogen wurden ().
1974 wird der Güterweg von Dorfstadt über Lichteck nach Saggraben errichtet, 1980 erfolgt die Neubaustrecke von Saggraben zur Landesstraße L82.